# Norman Ferguson
William Norman Ferguson, detto Norm (New York, 2 settembre 1902 – Los Angeles, 4 novembre 1957), è stato un animatore e regista statunitense.
Ha collaborato soprattutto con Walt Disney per molti suoi cortometraggi.